# The Conqueror (canción)
«The Conqueror» (en castellano: «El Conquistador») es una canción grabada en 1969 y pertenece al álbum conceptual From Genesis to Revelation del grupo inglés de rock progresivo Genesis, de ese mismo año.
La canción se encuentra integrada con el concepto del álbum, representando a un conquistador déspota. Él hace "rodar cabezas", y según las letras de la canción "las palabras de amor lo están matando". La esencia de este tema (y parte de la energía encontrada en la pieza, aunque aumentada diez veces) serán reencarnadas con mayor efecto en la canción The Knife de su próximo álbum Trespass.
La única versión que existe de "The Conqueror" es la que se encuentra en este álbum. En las ediciones originales, era la canción de apertura del segundo lado (en LP y casete), comenzando con las notas de piano del tema anterior In The Wilderness, que cerraba el primer lado. Este proceso es utilizado a lo largo de todo el álbum para unir canciones separadas en una meta-canción continua.
"The Conqueror" incluye un raro solo de guitarra eléctrica cerca del final de la canción, convirtiéndolo en el momento más roquero del álbum (junto a la canción In The Beginning). Sólo se puede asumir que esta pieza fue interpretada en los primeros conciertos del grupo, ya que no existen registros grabados.
- Datos: Q6144276